# هومبيرتو فيرنانديز
هومبيرتو فيرنانديز (14 يونيو 1940 في البرتغال - 8 فبراير 2009 في البرتغال) هو لاعب كرة قدم برتغالي في مركز الدفاع. لعب مع نادي بنفيكا.

## وصلات خارجية
- هومبيرتو فيرنانديز على موقع عالم كرة القدم.نت (الإنجليزية)